# Nokturn (muzyka)

Wolfgang Amadeus Mozart, Nokturn (Divertimento) KV286 (269a) na cztery orkiestry, partytura str. 1

Wolfgang Amadeus Mozart, Nokturn KV437 na 2 soprany, bas, 2 klarnety A i rożek basetowy, partytura str. 1

Nokturn (wł. notturno, franc. nocturne, niem. Nachtstück, Nachtmusik, Abendmusik. z łac. nocturnus: nocny) — pierwotnie utwór cykliczny przeznaczony do wykonywania wieczorami czy nocą na wolnym powietrzu.  Późniejszy termin francuski Nocturne dotyczył kontemplacyjnego i swobodnego w formie utworu przeznaczonego przede wszystkim na fortepian.
Pojęcie "nokturn" odnosi się jednak nie tylko do utworów muzycznych. Znalazło zastosowanie także w malarstwie i literaturze. Kształtowanie się nokturnu w tych dziedzinach ma swoją odrębną historię, z drugiej strony zaś miało miejsce wyraźne przenikanie się tych dziedzin i wzajemne inspiracje.
Nokturn w poszczególnym dziedzinach sztuki nabrał specyficznego znaczenia w dobie romantyzmu. Odbijają się w nim emocje, myśl i wyobraźnia tej epoki. Romantyzm zapoczątkował zainteresowanie nokturnem nowego typu, szersze użycie tego terminu w tytułach utworów oraz określił i ukształtował jego charakter i kompozycję. Dlatego każdy nokturn powstały w czasach późniejszych odwołuje się do romantyzmu i jego idei. Oglądając obrazy, czytając wiersze i słuchając nokturnów muzycznych kolejnych epok odnajdujemy w nich ducha romantyzmu, gdyż żadna inna epoka i jej sztuka nie były tak związane z nocą jak romantyzm.

## Nokturn w okresieklasycyzmu
Od XVIII wieku określenia „notturno” „Nachtstück” czy „Nachtmusik” oznaczają  serenadę wokalno-instrumentalną, fragment opery wykonany w scenarii nocnej, rodzaju divertimenta zagranego nocą w plenerze, jak np. Eine kleine Nachtmusik K 525 (1787) Wolfganga Amadeusza Mozarta czy osiem Notturni skomponowane przez Josepha Haydna dla króla Neapolu w latach 1788-1790).  
Tytuł utworu Mozarta często tłumaczy się dosłownie jako „mała muzyka nocna”, gdy tymczasem bardziej odpowiednia byłaby „mała serenada”, podobnie jak inny jego utwór, Serenata notturna K 239 (1776). Utwór ten pomyślany był bowiem jako serenada – lekki, pogodny utwór rozrywkowy wykonywany wieczorem pod gołym niebem, najczęściej wparkach i ogrodach. Podobne przeznaczenie miały nokturny Haydna. 
Wspomniane wyżej utwory są czysto instrumentalne, choć serenady (początkowo wykonywane pod oknem ukochanej) przeznaczone były na głos (głosy) wyśpiewujący radosnepieśni miłosne z towarzyszeniem instrumentów.
Nokturn klasycystyczny miał lekki, rozrywkowy, pastoralno-sentymentalny charakter i fakturę homofoniczną. Wykonanywany był w otoczeniu przyrody czy na scenie kameralnej pod nocnym niebem. Nie miał ściśle ustalonej formy, a nazwa wskazywała raczej na jego przeznaczenie, nastrój oraz czas i miejsce wykonania. 
Były to zwykle wieloczęściowe utwory cykliczne zbliżone do divertimenta, serenady czy kasacji (ich nazwy bywały stosowane zamiene; zob. przykład muzyczny - Nokturn-divertimento), przeznaczone na różne składy instrumentalne, orkiestrowe i kameralne, ale też wokalne lub wokalno-instrumentalne (np. 5 nokturnów W.A. Mozarta KV 436-439 i 346 (439a). Przeważała struktura czteroczęściowa, a jedna lub dwie części były w tempie wolnym. Faworyzowana była forma menueta. Struktura całego cyklu była często obramowana częściami o charakterze marszowym, co miało związek z ich przeznaczeniem do wykonywania na wolnym powietrzu i przemieszczaniem się muzyków w czasie gry (wejście i wyjście). Obsady złożone były z instrumentów dętych, smyczkowych bądź mieszanych.

## Nokturn w okresieromantyzmu
Wiek XIX przynosi nowe pojmowanie nokturnu. Ustalone zostają zasady budowy utworu i zawartych w nim emocji.
Nokturnami nazywano wówczas utwory o charakterze sentymentalnym, jak romance i pastorele. Ich przykładem są choćby Romance amoroso (1785) op. 4 Louis Adama (1758-1848) czy Romances sentimentales op. 34 Augusta Alexandra Klengla (1783-1852). U Adama jest to romanca miłosna, co wskazuje na pochodzenie tego gatunku od ludowej pieśni miłosnej, u Klengla, jak wskazuje pełny tytuł Trois romances sentimentales de caractère melancolique, calme et passionné pour le piano-forte, jest to utwór sentymentalny o charakterze melancholijnym, spokojnym i namiętnym. Przykłady te wskazują na charakterystyczną dla tego typu utworów nastrojowość i uczucie. Przez wybór aparatu wykonawczego zapowiadają też powstanie nokturnu fortepianowego (wspomniane utwory są przeznaczone na fortepian, podczs gdy romans, podobnie jak serenada, był zasadniczo utworem wokalnym lub wokalno-instrumentalnym). Warto zauważyć, że w utworach obu tych gatunków styl romansowy określany był także jako styl nokturnowy/nocny (romance/nocturne style).
Nokturn romantyczny przyjął formę miniatury instrumentalnej, głównie fortepianowej, najczęściej w formie ABA, czasem w formie ronda (np. Nokturn g-moll op.37 F. Chopina).
Twórcą pierwszych nokturnów fortepianowych był kompozytor irlandzki John Field. Typ nokturnu, którego istotą jest kontrast agogiczny, stworzył Fryderyk Chopin, ustalając następujący porządek części: wolna, szybka, wolna (np. Nokturn F-dur op. 15). Jedynie tych dwóch uważa się za "czystych" kompozytorów nokturnowych, aczkolwiek incydentalnie próby podejmowali również następni twórcy.
Robert Schumann pisał nokturny o charakterze programowym (cykl Nachtstücke op. 23). Ferenc Liszt stworzył typ nokturnu związanego z tekstem poetyckim o charakterze motta; są to Marzenia miłosne, stanowiące cykl 3 nokturnów: Notturno I (motto Hohe Liebe L. Uhlanda), Notturno II (Seliger Tod Uhlanda), Notturno III (O Lieb F. Freiligratha). Nokturn wchodził niekiedy w skład form cyklicznych (np. G. Mahler VII Symfonia; charakter nokturnu wykazuje też wolna część Sonaty h-moll Chopina), czasem pojawiał się w muzyce scenicznej (np. duet Hero i Urszuli z opery Beatrice i Benedykt H. Berlioza, Sen nocy letniej F. Mendelssohna, Daphnis i Chloe M. Ravela).
W tym czasie powstawały jednak także nokturny na kameralne składy instrumentalne, np. na skrzypce czy wiolonczelę z fortepianem.

## Nokturn w XX wieku
W XX wieku, obok utworów post- czy neoromantycznych na fortepian, powstały też nokturny programowe o charakterze suitowym (np. C. Debussy, 3 Nokturny na orkiestrę: Nuages, Fêtes, Sirènes), orkiestrowe i kameralne.

## Wybrane nokturny kompozytorów polskich
- Fryderyk Chopin – cykle nokturnów na fortepian op. 9 i 15;
- Maria Szymanowska - nokturn As dur na fortepian (1825?);
- Emanuel Kania - nokturn A dur op. 44 nr 4 (1878);
- Antoni Rutkowski - Nocturne C dur op. 14 (ok. 1883);
- Mieczysław Surzyński - 2 nokturny op. 3 na fortepian (ok. 1888);
- Zygmunt Zaremba - nokturn fis moll op. 55 na skrzypce i fortepian (ok. 1888);
- Ignacy Krzyżanowski - Nokturny op. 25 (1861); Deux Nocturnes op. 50 (1892);
- Ignacy Jan Paderewski - Nocturne B dur, Miscellanea, Série de morceaux pour piano, op. 16 nr 4 (1892);
- Mieczysław Ludwik Malcz - Nocturne Italien Ges dur op. 12 na fortepian (ok. 1896);
- Ignacy Feliks Dobrzyński - Nocturne f moll op. 46 na skrzypce i fortepian (1898?)[7].
- Ludomir Różycki - Dwa nokturny op. 30 na skrzypce i fortepian (1909);
- Karol Szymanowski - Nokturn i Tarantella na skrzypce i fortepian (1915); opracowanie na orkiestrę - Grzegorz Fitelberg (1937);
- Jan Skrzydlewski - Nocturne E dur na fortepian (1917);
- Czesław Buczkowski - Nokturn na fortepian (1937);
- Piotr Perkowski - Nokturn na orkiestrę (1968);

## Wybrane nokturny kompozytorów obcych
- Johann Stamitz - Notturno D dur na flet, 2 rogi, skrzypce, violę d'amore i wioloczelę;
- Joseph Haydn - 8 Notturni, Hob.II:25–32 (1790).
- Carl Ditters von Dittersdorf - Notturno D dur na 4 flety;
- Niccolò Paganini – cztery nokturny na kwartet smyczkowy;
- Michał Glinka - nokturn Es dur na fortepian (1828);
- Franz Strauss - Nocturno op. 7 na róg lub wiolonczelę i fortepian (1864)[8];
- Erik Satie – pięć nokturnów na fortepian (1919);
- Benajmin Britten –  Nocturn op. 60 na tenor i małą orkiestrę (1958);
- Secret Garden – Nocturne; utwór, którym zespół wygrał Konkurs Piosenki Eurowizji 1995. Była to pierwsza i jak dotąd jedyna w historii konkursu zwycięska kompozycja o charakterze niemal wyłącznie instrumentalnym.